# Georg Röhrig (Landrat)
Georg Röhrig (* 3. Juli 1886 in  Lützelstein, Unterelsass, Deutsches Reich; † März 1969) war ein deutscher Verwaltungsjurist und Kommunalbeamter.

## Leben
Als Sohn des Amtsgerichtsrats Karl Röhrig besuchte Röhrig das Gymnasium in Buchsweiler, Unterelsass. Nach dem Abitur diente er 1904/05 als Einjährig-Freiwilliger beim 1. Ober-Elsässischen Feldartillerie-Regiment Nr. 15. Zugleich begann er an der  Kaiser-Wilhelms-Universität Straßburg Rechtswissenschaft zu studieren. Am 18. Oktober 1904 wurde er Fuchs im Corps Palaio-Alsatia. Nachdem er sich im Wintersemester 1905/06 als Subsenior und Fuchsmajor bewährt hatte, musste er am 19. Mai 1906 studienhalber ohne Band entlassen werden. Er wechselte an die Universität Grenoble, die Ludwig-Maximilians-Universität München und die Christian-Albrechts-Universität zu Kiel. Er kehrte schließlich nach Straßburg zurück und war ab dem 24. Oktober 1907 wieder aktiv. Er bestand am 19. Februar 1909 die Erste Juristische Staatsprüfung und trat in die Justizverwaltung von Elsass-Lothringen. Nach Bestehen der Großen juristischen Staatsprüfung wurde er am 8. September 1913  Regierungsassessor.

### Erster Weltkrieg
Seit dem 19. Februar 1910 Leutnant der Reserve, zog er mit seinem Regiment in den  Ersten Weltkrieg. Er war Ordonnanzoffizier beim Stab der 42. Feldartillerie-Brigade und Adjutant des II. Bataillons vom 2. Lothringischen Infanterie-Regiment Nr. 131. Er wurde im Oktober 1915 als Ordonnanzoffizier zum Stab des 1. Ober-Elsässischen Feld-Artillerie-Regiments Nr. 15 versetzt und im Mai zum Oberleutnant befördert. Im August 1916 führte er die 3. Batterie seines Regiments. Von Mai 1918 bis Kriegsende war er beim Feldartillerie-Regiment Nr. 267.

### Preußen
Seit dem 26. April 1917 war er Regierungsamtmann der Inneren Verwaltung der Reichslande. Als sie (im Friedensvertrag von Versailles) verloren gingen, wechselte Röhrig am 20. März 1919 zum Freistaat Preußen. Als Regierungsassessor beim  Landratsamt Beuthen erlebte er die Aufstände in Oberschlesien. Seit dem 23. Dezember 1921 Regierungsrat, wurde er am 15. Juli 1922 zum  Oberpräsidium der Provinz Oberschlesien in  Oppeln versetzt. Am 1. Januar 1923 kam er als Regierungsrat zur  Regierung in Erfurt. Dort trat er 1924 der Freimaurerloge Carl zu den drei Adlern bei, weswegen während der NS-Zeit mehrfach gegen ihn ermittelt wurde. Am 6. August 1925 wurde er zunächst kommissarisch und am 1. Januar 1926 offiziell Landrat im Kreis Bad Liebenwerda, Provinz Sachsen. Von 1924 bis 1931 war er Mitglied der DVP. 1926 heiratete er Luise Wahnschaffe aus Westenburg. Im selben Jahr kam eine Tochter zur Welt.

### Zeit des Nationalsozialismus
Nach der „Machtergreifung“ der Nationalsozialisten wurde er im Juli 1933 Förderndes Mitglied der SS und trat am 5. November 1933 der SA bei. Der NSDAP gehörte er nicht an.
Mit Beginn des Zweiten Weltkrieges wurde er zur Wehrmacht einberufen und war Abteilungskommandeur einer Front-Artillerieabteilung. Im Zuge des Westfeldzuges wechselte er zur Militärverwaltung ins deutsch besetzte Frankreich. Ab April 1941 kommandierte er die Feldkommandantur 822 in Pommern und war nach dem Überfall auf die Sowjetunion noch bei dortigen Kriegsverwaltung tätig. Im April 1942 wurde er zum Oberstleutnant befördert. Anfang November 1942 wurde er aus dem Kriegsdienst entlassen und kehrte auf den Landratsposten nach Liebenwerda zurück, den er bis 1945 innehatte.
1945 wurde er von seinem Amt abgesetzt, und zog nach Hildesheim.

## Auszeichnungen
- Eisernes Kreuz 2. Klasse (4. Oktober 1914)
- Eisernes Kreuz 1. Klasse
- Militärverdienstorden (Bayern) 4. Klasse mit Schwertern (12. März 1917)
- Militärverdienstkreuz (Österreich) (3. Juli 1917)
- Schlesisches Bewährungsabzeichen (Januar 1920)